# Великий приз Премії мистецтв Пексан (телебачення)
Великий приз Премії мистецтв Пексан (телебачення) (кор. 백상예술대상 TV부문 대상) — нагорода, яка щорічно вручається як частина Премії мистецтв Пексан, яка проводиться JTBC та Ilgan Sports, що є афіліатом JoongAng Ilbo. Вручення переважно проходять у другому кварталі року, вперше її вручили у 1979 році, коли нагороду «Великий приз» почали окремо в кожній з трьох тоді наявних категорій (кіно, телебачення і театр), у той же час інші нагороди в категорії телебачення почали вручати ще з 1974 року. Нагорода є найвищою відзнакою Премія мистецтв Пексан та може вручатися як окремим особами (наприклад, режисеру чи актору), так і всій роботі (наприклад, серіалу чи розважальній програмі). Переможця нагороди вибирають зі списку інших номінацій у категорії телебачення та він не може отримати перемогу в жодній іншій основній нагороді в цій категорії, однак до 2002 року були випадки, що переможці, що отримали Великий приз, також отримували нагороду в іншій категорії, наприклад, 2001, 2000, 1979 тощо.
Премії мистецтв Пексан не оголошує номінантів для нагороди «Великий приз», а тому номінанти вказані лише для тих церемонії, де є інформація про них з авторитетних джерел. Найбільшу кількість разів лавретами ставали Кім Хєджа (4 рази), Кім Хіе (2 рази) та Ю Джесок (2 рази).

## Номінанти та переможці
| Переможець нагороди | Позначає переможця |

### 1970-ті
| №       | Рік         | Фото переможця                                                           | Переможець                                                               | Програма                                                                 | Мовою оригіналу                                                          | Мережа                                                                   | Прим.                             |
| ------- | ----------- | ------------------------------------------------------------------------ | ------------------------------------------------------------------------ | ------------------------------------------------------------------------ | ------------------------------------------------------------------------ | ------------------------------------------------------------------------ | --------------------------------- |
| 10 — 14 | 1974 — 1978 | Нагороду «Великий приз (Тесан)» не було вручено в категорії телебачення. | Нагороду «Великий приз (Тесан)» не було вручено в категорії телебачення. | Нагороду «Великий приз (Тесан)» не було вручено в категорії телебачення. | Нагороду «Великий приз (Тесан)» не було вручено в категорії телебачення. | Нагороду «Великий приз (Тесан)» не було вручено в категорії телебачення. | [ 3 ] [ 11 ] [ 12 ] [ 13 ] [ 14 ] |
| 15      | 1979        |                                                                          | Кім Йон'ок (акторка)                                                     | «Я продаю щастя»                                                         | 전우가 남긴 한마디                                                       | MBC                                                                      | [ 2 ] [ 15 ]                      |
| 15      | 1979        | —                                                                        | Чон Хєсон (акторка)                                                      | «Я продаю щастя»                                                         | 전우가 남긴 한마디                                                       | MBC                                                                      | [ 2 ] [ 15 ]                      |
| 15      | 1979        | Кім Хєджа (акторка)                                                      |                                                                          | «Я продаю щастя»                                                         | 전우가 남긴 한마디                                                       | MBC                                                                      | [ 2 ] [ 15 ]                      |

### 1980-ті
| №  | Рік  | Фото переможця  | Переможець                                        | Програма                                          | Мовою оригіналу | Мережа | Прим.         |
| -- | ---- | --------------- | ------------------------------------------------- | ------------------------------------------------- | --------------- | ------ | ------------- |
| 16 | 1980 | —               | Кім Мінджа (акторка)                              | «Самотній роман»                                  | 고독한 관계     | TBC    | [ 16 ] [ 17 ] |
| 17 | 1981 | —               | «Ильхва» (серіал)                                 | «Ильхва» (серіал)                                 | 을화            | KBS    | [ 18 ] [ 19 ] |
| 18 | 1982 | —               | «Будда у повний розмір» (серіал)                  | «Будда у повний розмір» (серіал)                  | 등신불          | KBS    | [ 20 ] [ 21 ] |
| 19 | 1983 | —               | «Вітри змін» (серіал)                             | «Вітри змін» (серіал)                             | 풍운            | KBS    | [ 22 ] [ 23 ] |
| 20 | 1984 | —               | «П'ять індійських королівтств» (освітня програма) | «П'ять індійських королівтств» (освітня програма) | 신왕오천축국전  | KBS    | [ 24 ] [ 25 ] |
| 21 | 1985 | —               | «Метелики Кореї» (освітня програма)               | «Метелики Кореї» (освітня програма)               | 한국의 나비     | MBC    | [ 26 ] [ 27 ] |
| 22 | 1986 | —               | Сін Понсин (сценарист)                            | «500 років Чосону»                                | 조선왕조 오백년 | MBC    | [ 28 ] [ 29 ] |
| 23 | 1987 | —               | «Фурункульоз» (серіал)                            | «Фурункульоз» (серіал)                            | 생인손          | MBC    | [ 30 ] [ 31 ] |
| 24 | 1988 | —               | «Кохання та амбіції» (серіал)                     | «Кохання та амбіції» (серіал)                     | 사랑과 야망     | MBC    | [ 32 ] [ 33 ] |
| 25 | 1989 |                 | Кім Хєджа (акторка)                               | «Пісочний замок»                                  | 모래성          | MBC    | [ 34 ] [ 35 ] |
| 25 | 1989 | «Зимовий туман» | Кім Хєджа (акторка)                               | 겨울안개                                          |                 | MBC    | [ 34 ] [ 35 ] |

### 1990-ті
| №  | Рік  | Фото переможця | Переможець                                            | Програма                                              | Мовою оригіналу             | Мережа | Прим.         |
| -- | ---- | -------------- | ----------------------------------------------------- | ----------------------------------------------------- | --------------------------- | ------ | ------------- |
| 26 | 1990 | —              | «Мир, тяжкий шлях потрібно пройти» (освітня програма) | «Мир, тяжкий шлях потрібно пройти» (освітня програма) | 평화, 멀지만 가야할 길      | MBC    | [ 36 ] [ 37 ] |
| 26 | 1990 | —              | «Дерево, яке розквітнуло коханням» (серіал)           | «Дерево, яке розквітнуло коханням» (серіал)           | 사랑이 꽃피는 나무          | KBS    | [ 36 ] [ 37 ] |
| 27 | 1991 | —              | «Друга респубуліка» (серіал)                          | «Друга респубуліка» (серіал)                          | 제2공화국                   | MBC    | [ 38 ]        |
| 28 | 1992 | —              | «Очі світанку» (серіал)                               | «Очі світанку» (серіал)                               | 여명의 눈동자               | MBC    | [ 39 ] [ 40 ] |
| 29 | 1993 |                | Ко Ду Сім (акторка)                                   | «Жінка мого чоловіка»                                 | 남편의 여자                 | KBS    | [ 41 ] [ 42 ] |
| 29 | 1993 |                | Кім Хіе (акторка)                                     | «Сини та доньки»                                      | 아들과 딸                   | MBC    | [ 41 ] [ 42 ] |
| 30 | 1994 | —              | Пак Чхоль (режисер)                                   | «Море моєї матері»                                    | 엄마의 바다                 | MBC    | [ 43 ] [ 44 ] |
| 31 | 1995 | —              | «Пісковий годинник» (серіал)                          | «Пісковий годинник» (серіал)                          | 모래시계                    | SBS    | [ 45 ] [ 46 ] |
| 32 | 1996 | —              | «Плазуни Кореї» (освітня програма)                    | «Плазуни Кореї» (освітня програма)                    | 한국의 파충류               | EBS    | [ 47 ] [ 48 ] |
| 33 | 1997 | —              | «Найгарніше прощання у світі» (серіал)                | «Найгарніше прощання у світі» (серіал)                | 세상에서 가장 아름다운 이별 | MBC    | [ 49 ] [ 50 ] |
| 34 | 1998 | —              | Лі Джансу (режисер)                                   | «Потомство»                                           | 새끼                        | SBS    | [ 51 ] [ 52 ] |
| 35 | 1999 | —              | Чан Субон (режисер)                                   | «Коли пролітає час»                                   | 흐르는 것이 세월뿐이랴      | MBC    | [ 53 ] [ 54 ] |

### 2000-ні
| №  | Рік  | Фото переможця | Переможець                                 | Програма                      | Мовою оригіналу  | Мережа | Прим.         |
| -- | ---- | -------------- | ------------------------------------------ | ----------------------------- | ---------------- | ------ | ------------- |
| 36 | 2000 | —              | «Кукхі» (серіал)                           | «Кукхі» (серіал)              | 국희             | MBC    | [ 8 ] [ 55 ]  |
| 37 | 2001 | —              | Кім Со Хьон (сценаристка)                  | «Осикове дерево»              | 은사시나무       | SBS    | [ 7 ] [ 56 ]  |
| 38 | 2002 | —              | «Теджо Ван Гон» (серіал)                   | «Теджо Ван Гон» (серіал)      | 태조 왕건        | KBS    | [ 57 ] [ 58 ] |
| 39 | 2003 | —              | «Ва-банк» (серіал)                         | «Ва-банк» (серіал)            | 올인             | SBS    | [ 59 ] [ 60 ] |
| 40 | 2004 |                | Кім Хіе (акторка)                          | «Ідеальне кохання»            | 완전한 사랑      | SBS    | [ 61 ] [ 62 ] |
| 41 | 2005 | —              | «Коханці в Парижі» (серіал)                | «Коханці в Парижі» (серіал)   | 파리의 연인      | SBS    | [ 63 ] [ 64 ] |
| 42 | 2006 | —              | «Моя кохана Сам Сун» (серіал)              | «Моя кохана Сам Сун» (серіал) | 내 이름은 김삼순 | MBC    | [ 65 ] [ 66 ] |
| 43 | 2007 | —              | «Джумонг» (серіал)                         | «Джумонг» (серіал)            | 주몽             | MBC    | [ 67 ] [ 68 ] |
| 44 | 2008 |                | Кан Хо Дон (учасник розважальної програми) | «2 дні і 1 ніч»               | 1박 2일          | KBS    | [ 69 ] [ 70 ] |
| 45 | 2009 |                | Кім Хєджа (акторка)                        | «Мама смертельно сердита»     | 엄마가 뿔났다    | KBS    | [ 71 ] [ 72 ] |

### 2010-ті
| №  | Рік  | Фото переможця       | Переможець і номінанти                   | Програма                              | Мовою оригіналу            | Мережа | Прим.                |
| -- | ---- | -------------------- | ---------------------------------------- | ------------------------------------- | -------------------------- | ------ | -------------------- |
| 46 | 2010 |                      | Ко Хьон Джон (акторка)                   | «Королева Сондок»                     | 선덕여왕                   | MBC    | [ 73 ] [ 74 ]        |
| 47 | 2011 |                      | Хьон Бін (актор)                         | «Таємний сад»                         | 시크릿 가든                | SBS    | [ 75 ] [ 76 ]        |
| 48 | 2012 | —                    | «Дерево з глибоким корінням» (серіал)    | «Дерево з глибоким корінням» (серіал) | 뿌리깊은 나무              | SBS    | [ 77 ]               |
| 49 | 2013 |                      | Ю Джесок (учасник розважальної програми) | «Нескінченне випробування»            | 무한도전                   | MBC    | [ 78 ] [ 79 ]        |
| 50 | 2014 |                      | Чон Чі Хьон (акторка)                    | «Моє кохання із зірки»                | 별에서 온 그대             | SBS    | [ 80 ]               |
| 51 | 2015 |                      | На Йон Сок (режисер)                     | «Дідусі кращі за квіти»               | 꽃보다 할배                | tvN    | [ 81 ] [ 82 ] [ 83 ] |
| 51 | 2015 | «Три страви на день» | На Йон Сок (режисер)                     | 삼시세끼                              |                            | tvN    | [ 81 ] [ 82 ] [ 83 ] |
| 52 | 2016 | —                    | «Нащадки сонця» (серіал)                 | «Нащадки сонця» (серіал)              | 태양의 후예                | KBS    | [ 84 ] [ 85 ]        |
| 53 | 2017 |                      | Кім Ин Сук (сценаристка)                 | «Гоблін»                              | 쓸쓸하고 찬란하神 — 도깨비 | tvN    | [ 86 ] [ 87 ]        |
| 54 | 2018 | —                    | «Незнайомець» (серіал)                   | «Незнайомець» (серіал)                | 비밀의 숲                  | tvN    | [ 88 ] [ 89 ]        |
| 54 | 2018 | —                    | Чо Син У (актор)                         | «Незнайомець»                         | 비밀의 숲                  | tvN    | [ 6 ]                |
| 55 | 2019 |                      | Кім Хєджа (акторка)                      | «Світло у твоїх очах»                 | 눈이 부시게                | JTBC   | [ 90 ] [ 91 ]        |

### 2020-ті
| №  | Рік  | Фото переможця                    | Переможець і номінанти                           | Програма                                         | Мовою оригіналу            | Мережа    | Прим.                   |
| -- | ---- | --------------------------------- | ------------------------------------------------ | ------------------------------------------------ | -------------------------- | --------- | ----------------------- |
| 56 | 2020 | —                                 | «Коли квітне Камелія» (серіал)                   | «Коли квітне Камелія» (серіал)                   | 동백꽃 필 무렵             | KBS       | [ 92 ] [ 93 ]           |
| 56 | 2020 | —                                 | «Пан Трот» (розважальна програма)                | «Пан Трот» (розважальна програма)                | 내일은 미스터트롯          | TV Chosun | [ 5 ]                   |
| 56 | 2020 | —                                 | Кім Хіе (акторка)                                | «Світ подружньої пари»                           | 부부의 세계                | JTBC      | [ 5 ]                   |
| 57 | 2021 |                                   | Ю Джесок (учасник розважальної програми)         | Н/Д                                              | Н/Д                        | Н/Д       | [ 94 ] [ 95 ]           |
| 57 | 2021 | «Монстр: По той бік зла» (серіал) | «Монстр: По той бік зла» (серіал)                | 괴물                                             | JTBC                       | [ 96 ]    |                         |
| 58 | 2022 | —                                 | «Гра в кальмара» (серіал)                        | «Гра в кальмара» (серіал)                        | 오징어 게임                | Netflix   | [ 97 ] [ 98 ]           |
| 59 | 2023 |                                   | Пак Ин Бін (акторка)                             | «Надзвичайна юристка У»                          | 이상한 변호사 우영우       | ENA       | [ 99 ] [ 100 ]          |
| 59 | 2023 | Лі Сон Мін (актор)                | «Переродитись багатим»                           | 재벌집 막내아들                                  | JTBC                       | [ 101 ]   |                         |
| 59 | 2023 | «Надзвичайна юристка У»           | «Надзвичайна юристка У»                          | 이상한 변호사 우영우                             | ENA                        | [ 101 ]   |                         |
| 59 | 2023 | Кім Ин Сук (сценаристка)          | «Слава»                                          | 더 글로리                                        | Netflix                    | [ 101 ]   |                         |
| 59 | 2023 | «Слава»                           |                                                  | 더 글로리                                        | Netflix                    | [ 101 ]   |                         |
| 60 | 2024 | —                                 | «Переїзд» (серіал)                               | «Переїзд» (серіал)                               | 무빙                       | Disney+   | [ 102 ] [ 103 ]         |
| 61 | 2025 | —                                 | «Битва кулінарних класів» (розважальна програма) | «Битва кулінарних класів» (розважальна програма) | 흑백요리사: 요리 계급 전쟁 | Netflix   | [ 104 ] [ 105 ] [ 106 ] |

## Виноски
1. 1 2  Перша церемонія премії, коли почали вручати нагороди в категорії телебачення.